# ミハイル・テリアン
ミハイル・ニキートヴィチ・テリアン（ロシア語: Михаил Никитович Тэриан、ラテン文字表記の例:Mikhail Nikitovich Tėrian、1905年7月14日（ユリウス暦7月1日） - 1987年10月13日）は、ソビエト連邦の指揮者、ヴィオラ奏者、音楽教師。アルメニア・ソビエト社会主義共和国人民芸術家（1945年授与）。

## 概要
生い立ち
1905年、ロシア帝国・モスクワに生まれた。1919年から1925年の間、モスクワ音楽院でヴァイオリンをゲオルギー・ドゥロフ及びコンスタンティン・モストラスに師事した。また、ピアノをコンスタンティン・イグームノフに、室内楽をフェリックス・ブルーメンフェルト、エフゲニー・グジコフの下で学んだ。
ヴァイオリン奏者からヴィオラ奏者に
音楽院在学中の1923年にヴァイオリンからヴィオラ奏者に転向し、翌1924年、アルメニア系の音楽院学生仲間とともに弦楽四重奏団を結成。この弦楽四重奏団は、1932年にコミタス弦楽四重奏団の名称を与えられ、優れた演奏により1946年にはスターリン国家賞第2席を受賞した。テリアンは、途中短い退団期間(1936年 - 1938年)はあったものの、結成から1947年までのおよそ20年間、ヴィオラ奏者としてこのアンサンブルに在籍した。室内アンサンブルの奏者として活動する傍ら、オーケストラ奏者としても活躍し、1926年から1931年にかけてと、1941年から1945年にかけての間、ボリショイ劇場のピットに首席ヴィオラ奏者として入っている。
指揮者として
指揮者としての活動は、1946年に母校であるモスクワ音楽院の学生管弦楽団を指揮したことに始まった。1973年までこのオーケストラを率いて海外公演や録音活動を行っており、カバレフスキーの「ソビエト連邦の青年に捧げる協奏曲3部作」のうち、ヴァイオリン協奏曲(1948年初演)、チェロ協奏曲第1番(1949年初演)の初演指揮を担っている。1955年から1960年にかけては、レフ・シテインベルクが創設したモスクワ国立アカデミー交響楽団の首席指揮者を務め、1965年から1966年にかけてはアルメニア・フィルハーモニー管弦楽団の音楽監督・首席指揮者を務めた。
教育者として
1935年にアシスタントとしてヴィオラの教授に携わったのを皮切りに、テリアンは母校モスクワ音楽院で教鞭をとり続けた。1937年には四重奏、1945年からは並行してヴィオラのクラスも担当するようになった。1944年に教授となり、1961年からはオペラ・交響楽指揮部門の主任となった。門弟にはボロディン弦楽四重奏団のヴィオラ奏者を務めたドミトリー・シェバリーンらがいる。
1987年にモスクワで没した。